# Нийл Армстронг
Вижте пояснителната страница за други личности с името Армстронг.
Нийл Олдън Армстронг (на английски: Neil Alden Armstrong) е американски астронавт на НАСА, участник в два космически полета, първият човек стъпил на Луната. Той е и авиоинженер, пилот от Военноморския флот, летец изпитател и университетски преподавател.
Преди да стане астронавт Армстронг е офицер във Военноморския флот и служи по време на Корейската война. След нейния край получава бакалавърска степен от университета „Пардю“ и работи като летец изпитател в Националния консултативен комитет по въздухоплаване, извършвайки над 900 полета. По-късно защитава магистратура в Университета на Южна Калифорния.
След като участва в програмите на Военновъздушните сили за пилотиран космически полет „Man In Space Soonest“ и „Boeing X-20 Dyna-Soar“, през 1962 година Армстронг се включва в Астронавтския корпус на НАСА. Извършва първия си полет в космоса като команден пилот на „Джемини 8“ през март 1966 година, ставайки първият цивилен астронавт на НАСА с полет в Космоса. Извършва и първото скачване на два космически апарата, заедно с пилота Дейвид Скот. Мисията е прекратена, след като Армстронг използва част от горивото си за контрол на навлизането в атмосферата, за да предотврати опасно завъртане на апарата – първата аварийна ситуация по време на космически полет.
Вторият и последен космически полет на Армстронг е като командир на „Аполо 11“, първото кацане на хора на Луната (прилуняване), през юли 1969 година. Армстронг и пилотът на Лунния модул Едуин Олдрин се спускат на лунната повърхност и прекарват два часа и половина извън апарата, докато Майкъл Колинс остава в окололунна орбита в Командно-обслужващия модул. Тримата са наградени с Президентски медал на свободата и Златен медал на Конгреса, а Армстронг получава и Космически медал на честта на Конгреса на САЩ.
Нийл Армстронг умира в Синсинати на 25 август 2012 година, на 82-годишна възраст, след усложнения при извършен коронарен байпас.

## Биография

### Ранни години

#### Детство
Нийл Армстронг е роден на 5 август 1930 година край Уапаконета, Охайо, в семейството на Стивън Кьониг Армстронг и Виола Луиз Енгел. Родителите му са от шотландско-ирландски и немски произход, а в семейството има и две по-малки деца – сестра му Джун и брат му Дийн. Стивън Армстронг работи като одитор за правителството на щата Охайо и семейството се мести често из щата, като през първите 15 години от живота си Нийл Армстронг живее в 20 различни града.
Любовта на Нийл Армстронг към авиацията се появява още през детството му, след като едва двегодишен е заведен от баща си на въздушно състезание в Кливланд. На 20 юли 1936 година, само на шестгодишна възраст, той за пръв път лети на самолет, когато баща му го качва на Форд Тримотор в Уорън. Последното преместване на семейството е обратно в Уапаконета през 1944 година, където Нийл учи в местната гимназия „Блум“ и започва да взима уроци по летене. На шестнадесетия си рожден ден получава учебен сертификат за летене, а по-късно през август прави първия си самостоятелен полет преди дори да има шофьорска книжка.
В детството си Нийл Армстронг е активен бойскаут и продължава да поддържа връзки с организацията и по-късно. По време на полета на „Аполо 11“ към Луната той отправя специален поздрав към провеждана в Айдахо сбирка на бойскаутите.

#### Участие в Корейската война
През 1947 година Армстронг започва да следва авиоинженерство в университета „Пардю“ в Уест Лафайет. Макар че е приет и в Масачузетския технически институт, неговият единствен познат инженер, който е учил там, го убеждава, че не е нужно да се записва там, когато има възможност да учи и в по-близък университет. Обучението на Армстронг е финансирано по програма на Военноморския флот, при която студентите учат две години, след това преминават двугодишно обучение за пилоти и служат една година в авиацията на флота и едва тогава довършват бакалавърската си степен.
Нийл Армстронг получава повиквателна за служба във Военноморския флот на 26 януари 1949 г. В продължение на 18 месеца се подготвя в учебно-тренировъчния център в Пенсакола, Флорида, като получава квалификация за кацане на самолетоносачите „Кабот“ и „Райт“. На 16 август 1950 г., две седмици след своя двадесети рожден ден, той завършва школата и получава квалификация „пилот от ВМС“ и звание мичман (във флота на Съединените щати – първо офицерско звание).
Първото му назначение е в учебно-бойна ескадрила 7, базирана в Сан Диего, Калифорния. Лети на самолет F-9 Пантера. На 5 януари 1951 година Нийл Армстронг е зачислен в състава на бойна ескадрила 51 (VF-51) на самолетоносача „Есекс“ и извършва първия си полет с реактивен самолет – „Grumman F9F Panther“. През юни прави първото си приземяване с реактивен самолет на самолетоносача „Есекс“ и е повишен в звание енсин. В края на месеца „Есекс“ с ескадрилата VF-51 на борда заминава за Корея, където нейните самолети трябва да бъдат използвани като щурмови в Корейската война.
На 29 август 1951 година Армстронг осъществява първата си бойна мисия, като ескортира разузнавателен самолет над Сонджин. Пет дни по-късно, на 3 септември, извършва въоръжен разузнавателен полет над основни транспортни и складови съоръжения западно от Уънсан. При ниска бомбена атака със скорост около 560 km/h самолетът „Grumman F9F Panther“ на Армстронг е ударен от зенитния огън на противника. Опитвайки се да овладее машината, той се сблъсква със стълб с височина 6 метра, който откъсва метър от дясното крило на самолета. Въпреки това Армстронг успява да върне самолета над приятелска територия, след което губи елерон и е принуден да катапултира. Той се опитва да катапултира над морето, но вятърът го връща на сушата, където е открит от негов колега от флота с джип. Не е известно какво се случва с останките от самолета.
По време на бойните действия в Корея изпълнява общо 78 мисии, с общо 121 часа полети над вражеска територия, повечето от тях през януари 1952 година. На 23 август 1952 г. Нийл Армстронг е произведен в звание лейтенант и демобилизиран. Зачислен е в резерва на USN. На 21 октомври 1960 г. във връзка с правилата на НАСА, подава оставка от резерва на ВМС.
Получава Въздушен медал за 20 бойни мисии, 5/16-инчова звезда за следващите 20 и Медал за служба в Корея.

### Образование и работа като летец изпитател

#### В университета „Пардю“
След като приключва военната си служба във флота, Нийл Армстронг се връща в университета „Пардю“, където има най-голям успех в последните си четири семестъра. Преди Корея има средни оценки, но крайният му резултат е оценка 4,8 от 6,0. След връщането си се включва в организациите „Фи Делта Тита“ и „Капа Капа Пси“, режисира студентски мюзикъл и участва в университетския оркестър. През 1955 година получава бакалавърска степен по авиоинженерство.

#### Във Военновъздушната база „Едуардс“
След дипломирането си Нийл Армстронг решава да стане летец изпитател. Той кандидатства в Станцията за високоскоростни полети (от 2014 година носеща неговото име) на Националния консултативен комитет по въздухоплаване във Военновъздушната база „Едуардс“ в южна Калифорния. Комитетът няма свободни места, но препраща документите му в лаборатория в Кливланд, Охайо, където Армстронг започва работа през март 1955 година. Той остава там само няколко месеца и през юли е назначен в базата „Едуардс“.
Още по време на следването си в университета „Пардю“, Нийл се запознава с Джанет Елизабет Шарън, която също учи там и за която се жени на 28 януари 1956 година в Конгрегационистката църква в Уилмет. Първите месеци двамата живеят разделени – той в общежитие на базата „Едуардс“, а тя в Лос Анджелис. Джанет така и не завършва висшето си образование, за което по-късно съжалява. Двамата имат три деца – Ерик, Карън и Марк.
Първата задача на Армстронг в базата „Едуардс“ е да пилотира съпровождащ самолет при изпитания на тествани модифицирани бомбардировачи. По-късно той пилотира и такива бомбардировачи, с един от които претърпява първия си инцидент в „Едуардс“. На 22 март 1956 година е в екипажа на „Boeing B-29 Superfortress“, който трябва да освободи във въздуха самолет „Douglas D-558-2 Skyrocket“. След отказ на един от четирите двигателя пилотите успяват да освободят прикачения по-малък самолет и в крайна сметка се приземяват успешно с един работещ двигател.
През следващите години Армстронг провежда над 900 изпитателни полета на различни летателни устройства. През този период той е проектен летец изпитател на военните самолети „North American F-100 Super Sabre“ (варианти A и C), „McDonnell F-101 Voodoo“ и „Lockheed F-104 Starfighter“. Лети и на експериментална машина „Bell X-1B“, с която на 15 август 1957 г. достига височина 18,3 километра, както и на „Bell X-5“, „North American X-15“, с който достига височина 63,2 километра, „Republic F-105 Thunderchief“, „Convair F-106 Delta Dart“, „Boeing B-47 Stratojet“, „Boeing KC-135 Stratotanker“. Той е и сред осемте елитни пилоти, участващи в програмата за създаване на параглайдер „NASA Paresev“.
По време на работата си в базата „Едуардс“ претърпява няколко инцидента. На 20 април 1962 година извършва най-високия си полет преди програмите на НАСА с „North American X-15“, но има затруднения при приземяването, които го отвеждат 40 километра на юг от базата. Той все пак успява да се върне и да се приземи успешно, извършвайки най-далечния и най-продължителния полет с апарата „X-15“. Четири дни по-късно той прави пробно кацане с „Lockheed T-33 Shooting Star“, за да оцени възможностите за приземяване на „X-15“ в пресъхнало езеро в района на базата, но засяда във влажното му дъно.
Много от колегите на Армстронг в базата „Едуардс“ оценяват високо инженерните му способности. Според Милт Томпсън той е „най-способният технически сред ранните пилоти на „X-15“. Бил Дана казва, че Армстронг има „ум, попиващ нещата като гъба“. На друго мнение са летците от военновъздушните сили, особено хора като Чарлс Йейгър и Пийт Найт, които нямат инженерно образование. Найт казва, че пилот-инженерите летят по начин, който е „по-механичен от нормалния полет“, и сочи това като причина за проблемите на някои пилот-инженери – летателните им умения не са естествени.

#### В космическата програма на Военновъздушните сили
През 1958 г. е избран от USAF (като представител на NACA) в програмата 1958 USAF Man In Space Soonest group, първия подбор на хора за космически полет. На ракетоплана X-15, Армстронг извършва 7 експериментални полета. Най-добрите му резултати са: достигната височина 64 км и максимална скорост 6420 км/час (шесто постижение в програмата). През 1960 г. Нийл Армстронг е избран в 1960 Dyna-Soar Group. Новата програма е продължение на X-15. Тя предвижда орбитален космически полет с ракетоплан Х-20 Dyna-Soar и междуконтинентална балистична ракета SM-64 Navajo. Армстронг остава в тази програма до 1962 г. От средата на 1964 г. е привлечен (заедно с Джо Уокър) в изпитанията по програмата LLRV. С прототипа на лунния модул Армстронг извършва 10 полета (другите 35 са дело на Джо Уокър). На 6 май 1968 г. един от тренировъчните полети завършва с катастрофа, при която Нийл за малко не загива. Светкавична реакция спасява астронавта и той успява да катапултира секунда преди да е станало твърде късно. В кариерата си на тест пилот Нийл Армстронг има повече от 2400 полетни часа на 200 различни типа летателни апарати.
През юни 1961 година се установява, че двегодишната дъщеря на Армстронг – Карън има злокачествен тумор в средната част на продълговатия мозък. Растежът му е забавен с лъчева терапия, но състоянието ѝ бързо се влошава, като на 28 януари 1962 година тя умира от пневмония, свързана с общото ѝ отслабване.

## Служба в НАСА
На 17 септември 1962 г. Нийл Армстронг е избран за астронавт от НАСА, Астронавтска група №2. Той е един от двамата цивилни (другият е Елиът Сий) в тази селекция. Обучението по програмата Джемини започва веднага. НАСА отчита огромния му опит и решава да му повери командването на мисията Джемини 8.

### Джемини 8
Първия си полет в космоса Нийл Армстронг осъществява на 16 март 1966 г. на борда на космическия кораб Джемини 8. Той е третият астронавт от т.нар. група на командирите новобранци(на английски: rookie commander). Полетът е драматичен и за малко не приключва фатално. Корабът се скачва на околоземна орбита с безпилотен обект – първи подобен експеримент в историята на космонавтиката. След скачването Джемини започва да се върти бързо около оста си, получава силен крен и започва да губи височина. Армстронг разделя двата кораба, но при повторното скачване проблемът се засилва. По това време в Хюстън инженерите откриват неизправност в един от двигателите за стабилизиране на Джемини. С тяхна помощ Нийл успява да стабилизира кораба и да осъществи набелязаните от програмата на полета цели. Поради силния стрес, на който са подложени астронавтите, е решено полетът да бъде прекратен след 10 часа и 41 мин. Поради промените в орбитата Джемини 8 се приводнява на много голямо разстояние от разчетената точка. В издирването на капсулата участват 9655 военнослужещи, 96 самолета и хеликоптера и 16 кораба от състава на USN.

### Аполо 11
На 5 април 1967 г. 17 астронавти са извикани при Доналд Слейтън – отговорен директор по екипажите в НАСА. На срещата става ясно, че това са хората, върху които ще падне тежестта по осъществяването на лунната програма и сред тях се намира човекът, който ще има честта да стъпи първи на лунната повърхност. Сред 17-те „аса“ е и Нийл Армстронг. На него е поверено командването на дублиращия екипаж на Аполо 8 и на основния – на Аполо 11. На 14 април 1969 г. на специална пресконференция, ръководството на НАСА оповестява решението си кацането на Луната да се осъществи по време на полета на Аполо 11 и неговият командир Нийл Армстронг да стане първият човек в света стъпил на лунната повърхност. Космическият кораб стартира на 16 юли 1969 г. Четири денонощия по-късно е достигната окололунна орбита. На 21 юли същата година с думите „Една малка крачка за човека – един голям скок за човечеството...“ Нийл Армстронг оставя първите човешки следи по повърхността на Луната. Астронавтът престоява на нейната повърхност общо 2 часа и 31 мин.

## След НАСА
Нийл Армстронг напуска НАСА на 1 август 1970 г.
През 1970 година Армстронг защитава магистратура по аерокосмическо инженерство от Университета на Южна Калифорния. По-късно става почетен доктор в няколко университета. До 1979 г. е професор по аерокосмическо инженерство в Университета на Синсинати, Охайо, департамент по космическа наука. След този период започва работа в частния сектор. Първоначално е говорител на Крайслер, след това на Асоциацията на банкерите в САЩ. Към средата на 80-те години на 20. век става член на борда на директорите на някои от най-големите американски корпорации: Marathon Oil, Learjet, Cincinnati Gas & Electric Company, Taft Broadcasting, United Airlines, Eaton Corporation, AIL Systems и Thiokol. Той напуска Thiokol, за да се включи в комисията Роджърс, която разследва трагедията с космическата совалка Чалънджър, мисия STS-51-L. Той предприема тази стъпка, за да не бъде обвинен в конфликт на интереси, тъй като Thiokol е производител на злополучните О-пръстени, довели до катастрофата на совалката. Нийл Армстронг се пенсионира като говорител и представител на борда на директорите на EDO Corporation през 2002 г. До края на 2006 г. работи като консултант на хонорар в няколко по-малки фирми.
В началото на 2012 г. Нийл Армстронг е атакуван от остра сърдечна недостатъчност. По този повод няколко пъти посещава болница, където са му направени всички изследвания. На 7 август 2012 г. претърпява операция на коронарната артерия, от която така и не успява да се възстанови. Издъхва на 25 август 2012 г. в Кълъмбъс, Охайо, САЩ, най-вероятно поради настъпили следоперативни усложнения. Той е първият починал астронавт от знаменития екипаж на космическия кораб Аполо 11. В последните години от живота си Нийл Армстронг отправя сериозни критики към новата космическа политика на САЩ, провеждана от президента на САЩ Барак Обама. Той твърди, че науката отстъпва все повече пред комерсиализацията на Космоса. На 14 септември 2012 г. кремираните му тленни останки са разпръснати в Атлантическия океан.

## Мисии
Нийл Армстронг участва в експерименталната програма X-15 и мисиите Джемини 8 и Аполо 11.
| Космически полети на Нийл Армстронг                               | Космически полети на Нийл Армстронг | Космически полети на Нийл Армстронг | Космически полети на Нийл Армстронг | Космически полети на Нийл Армстронг | Космически полети на Нийл Армстронг | Космически полети на Нийл Армстронг |
| №                                                                 | Дата                                | КК                                  | Емблема на мисията                  | Функции                             | Продължителност                     |                                     |
| ----------------------------------------------------------------- | ----------------------------------- | ----------------------------------- | ----------------------------------- | ----------------------------------- | ----------------------------------- | ----------------------------------- |
|                                                                   | 1962                                | X-15                                |                                     | Пилот                               | 64 км. (непризнат от FAI)           |                                     |
| 1                                                                 | 16 март 1966                        | Джемини 8                           |                                     | Командир                            | 10 часа 41 мин 26 сек.              |                                     |
| 2                                                                 | 16 юли 1969                         | Аполо 11                            |                                     | Командир                            | 8 денонощия 3 часа 18 мин 35 сек.   |                                     |
| Сумарно време в космоса – 8 денонощия 14 часа 12 минути и 31 сек. |                                     |                                     |                                     |                                     |                                     |                                     |

## Награди и отличия

### Граждански награди
- На 1 октомври 1978 г., Нийл Армстронг е награден от Конгреса на САЩ с Космически медал на честта – най-високото гражданско отличие за изключителни заслуги в областта на аерокосмическите изследвания;
- Президентски медал на свободата;
- Златен медал на Конгреса на САЩ;
- Приет е в Почетната аерокосмическата алея и в Астронавтската зала на славата.

### Военни отличия
- Медал за участие в бойни действия;
- Специален медал за участие в Корейската война.

### В негова чест са наречени
- „Армстронг“ – кратер на Луната
- „6469 Армстронг“ – астероид

## Биографии
- James Hansen: First Man: The Life of Neil A. Armstrong (2012)
Джеймс Хенсън: Първият човек: Животът на Нийл Армстронг, изд. „Вакон“ София (2016), прев. Майя Пашова[43]